# SellaBand
SellaBand was een crowdfundingwebsite waarop mensen kunnen investeren in muziekartiesten. In 2010 ging het Nederlandse SellaBand failliet. Enkele dagen later volgde een doorstart met een Duitse investeerder. Tot 2010 had een artiest tot doel om $50.000 bijeen te brengen, na de doorstart is dat een bedrag tussen de 3.000 en 250.000 euro geworden. SellaBand GmbH diende echter een verzoek in op 28 augustus 2015 om failliet verklaard te worden. Dit verzoek werd geweigerd door het Gerechtshof van het district Charlottenburg op 12 januari 2016. De site ging echter offline.

## Geschiedenis

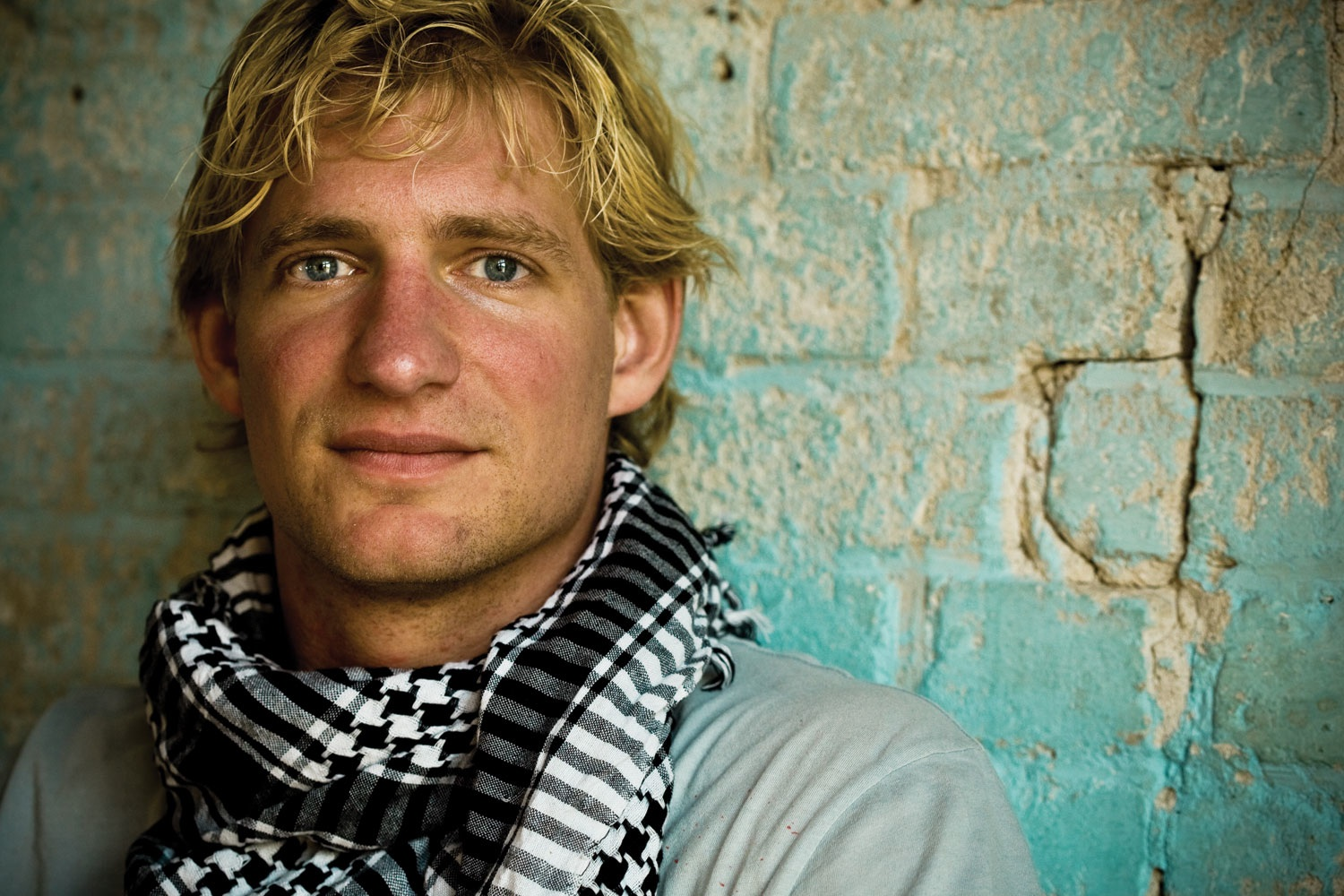
Pim Betist

In 2006 ging de website, naar idee van de Nederlander Pim Betist, van start. Voor $10 of een veelvoud daarvan kan men een participatie (een soort aandeel) aan een artiest koppelen. Deze artiest heeft een pagina op SellaBand met daarop een biografie, een aantal foto's of video's en natuurlijk een aantal nummers. Aan de artiest de taak om 5.000 participaties (bijeen te brengen door believers) aan zich te koppelen. Met deze $50.000,- mag de artiest of band onder begeleiding van een professional in een studio nummers opnemen. De winst van deze cd zal worden verdeeld onder de believers (afhankelijk van het aantal parts) [50%], en de artiest [50%].
Bekende artiesten op SellaBand zijn bijvoorbeeld de Groningse band Nemesea; de Amerikaan Cubworld; de Poolse artiest Julia Marcell; de Engelse artiest Ellie Williams; de Franse artiest Clémence en vele, vele anderen.
Eind 2007 sloot SellaBand een 'deal' met Amazon. De cd's (regular & Limited Editions) zijn dan ook via deze website te koop. Verder heeft SellaBand o.a. 'deals' gesloten in Groot-Brittannië en de Benelux waar de cd's in de winkel komen te liggen.

### Vernieuwing
Vanaf 1 oktober 2009 heeft SellaBand zijn structuur veranderd. Artiesten zijn flexibeler in welk bedrag ze nodig hebben.
De bedragen kunnen uiteenlopen van $10.000 tot $250.000. Ook kan de opbrengstverdeling een andere zijn dan de standaard 50%.

### Faillissement
Op 23 februari 2010 heeft de rechtbank in Amsterdam SellaBand failliet verklaard, nadat het bedrijf op 19 februari in betalingsproblemen kwam. Twee dagen later werd SellaBand overgenomen door een Duits bedrijf en maakte het een doorstart. Zonder succes, want sinds december 2015 is de website niet meer online.

## Artiesten
Het voordeel voor de artiest is dat zonder veel gedoe een plaat kan worden opgenomen. Tijdens concerten kan verwezen worden naar de SellaBand-website, zodat fans daar parts kunnen aanschaffen. Als dan eenmaal de plaat gaat worden opgenomen, zit de artiest niet gelijk aan een jarenlang platencontract vast. Als de uitgebrachte cd een succes mocht worden, kunnen ze een volgende plaat zonder moeite bij een andere platenmaatschappij laten uitbrengen.

## Mp3
Als de cd af is wordt het album ook als mp3-album op de website van SellaBand geplaatst. Ook de afzonderlijke nummers zijn als MP3 te downloaden. Een 'part of the deal' is dat 3 nummers gratis te downloaden zijn.
Op basis van deze downloadgegevens (alleen dus de gratis te downloaden nummers) worden de inkomsten uit advertenties verdeeld tussen SellaBand, de artiesten en derhalve ook tussen hun believers.

## $ 50.000 artiesten
| Nr | Artiest                                 | Land                | Believers | Datum 50k         | Datum release     |
| -- | --------------------------------------- | ------------------- | --------- | ----------------- | ----------------- |
| 1  | Nemesea                                 | Nederland           | 528       | 2 november 2006   | 21 juni 2007      |
| 2  | Cubworld                                | Verenigde Staten    | 686       | 12 januari 2007   | 21 juni 2007      |
| 3  | Second Person                           | Verenigd Koninkrijk | 741       | 12 maart 2007     | 9 augustus 2007   |
| 4  | Clémence                                | Frankrijk           | 468       | 18 maart 2007     | 11 februari 2008  |
| 5  | Lily Vasquez                            | Verenigde Staten    | 543       | 21 mei 2007       | 18 februari 2008  |
| 6  | Maitreya                                | Nieuw-Zeeland       | 917       | 2 juni 2007       | 4 april 2008      |
| 7  | Mandyleigh Storm                        | Australië           | 434       | 28 juni 2007      | 14 februari 2008  |
| 8  | Vegas Dragons                           | Australië           | 542       | 11 september 2007 | 5 juni 2008       |
| 9  | Julia Marcell                           | Polen               | 657       | 5 oktober 2007    | 14 mei 2008       |
| 10 | Francis Rodino                          | Verenigd Koninkrijk | 656       | 27 oktober 2007   | 23 januari 2009   |
| 11 | T-ka                                    | Frankrijk           | 684       | 5 november 2009   | 14 juli 2008      |
| 12 | BulletProof Messenger                   | Verenigde Staten    | 1171      | 21 december 2007  | 30 januari 2009   |
| 13 | Solidtube                               | Australië           | 433       | 6 januari 2008    | 27 mei 2008       |
| 14 | Thomas Boissy                           | Frankrijk           | 359       | 2 februari 2008   | 22 september 2008 |
| 15 | Mysti Mayhem                            | Verenigde Staten    | 532       | 18 februari 2008  | 12 augustus 2008  |
| 16 | ConFused5                               | Oostenrijk          | 420       | 2 maart 2008      | 26 juni 2008      |
| 17 | LUNIC (voorheen bekend als Kaitee Page) | Verenigd Koninkrijk | 542       | 4 maart 2008      | 14 mei 2009       |
| 18 | Ellie Williams                          | Verenigd Koninkrijk | 552       | 19 maart 2008     |                   |
| 19 | So What                                 | Nederland           | 582       | 18 april 2008     | 19 maart 2009     |
| 20 | Daniel Ward-Murphy                      | Verenigd Koninkrijk | 922       | 30 april 2008     | 11 november 2008  |
| 21 | Angie Arsenault                         | Canada              | 531       | 1 mei 2008        | 5 februari 2009   |
| 22 | LAdy hAidEe                             | Verenigd Koninkrijk | 300       | 7 juni 2008       | September 2009    |
| 23 | Electric Eel Shock                      | Japan               | 597       | 25 juni 2008      | Oktober 2009      |
| 24 | Aioia                                   | Frankrijk           | 367       | 15 augustus 2008  | 16 april 2009     |
| 25 | Gisel de Marco                          | Argentinië          | 356       | 25 augustus 2008  |                   |
| 26 | Nearfield [The Nears]                   | Portugal            | 742       | 7 oktober 2008    |                   |
| 27 | Tiffany Gow                             | Australië           | 440       | 20 oktober 2008   |                   |
| 28 | Natalia Safran                          | Polen               | 471       | 12 november 2008  |                   |
| 29 | Lucia Iman                              | Verenigde Staten    | 903       | 30 november 2008  |                   |
| 30 | Slim Void                               | Noorwegen           | 519       | 30 maart 2009     |                   |
| 31 | Radius                                  | Nederland           | 584       | 11 mei 2009       |                   |
| 32 | Radio Orange                            | Nederland           | 777       | 15 juni 2009      |                   |

## Artiesten die doel haalden na 1 oktober 2009
| Nr | Artiest         | Land                | Believers | Datum            | bedrag   | Datum release |
| -- | --------------- | ------------------- | --------- | ---------------- | -------- | ------------- |
| 35 | Bonnie          | Uruguay             | 321       | 6 november 2009  | $ 15.000 |               |
| 36 | Inge M          | Nederland           | 297       | 11 november 2009 | $ 50.000 |               |
| 37 | Civilized Tears | Verenigd Koninkrijk | 451       | 17 november 2009 | $ 31.000 |               |
| 38 | Ariel           | Verenigd Koninkrijk | 170       | 24 november 2009 | $ 20.000 |               |
| 39 | Hind            | Nederland           | 979       | 6 december 2009  | € 40.000 |               |
| 40 | Aly Cook        | Nieuw-Zeeland       | 224       | 8 december 2009  | $ 20.000 |               |
| 41 | Kane Sole       | Nieuw-Zeeland       | 381       | 15 december 2009 | $ 15.000 |               |
| 42 | Cubworld        | Verenigde Staten    | 354       | 16 december 2009 | $ 15.000 |               |
| 43 | Epyllion        | Canada              | 163       | 26 januari 2010  | $ 10.000 |               |
| 44 | John C Fraser   | Nederland           | 128       | 2 maart 2010     | $ 10.000 |               |
| 45 | Aryn Michelle   | Verenigde Staten    | 354       | 6 maart 2010     | $ 50.000 |               |
| 46 | The Jeffersons  | Canada              | 181       | 26 maart 2010    | $ 12.500 |               |
| 47 | Sylvain Zebo    | Frankrijk           | 119       | 15 mei 2010      | $ 25.000 |               |
| 48 | Lana Wolf       | Nederland           | 49        | 5 juli 2014      | € 3.000  |               |